# Хангал
Хангал (монг. Хангал) — сомон аймака Булган, Монголия.
Центр сомона — посёлок Хялганат находится в 125 км от города Булган и в 416 км от столицы страны — Улан-Батора.
Развита сфера обслуживания, есть школа, больница, различные мастерские.

## География
В сомоне расположились хребты Рашаант (1820 м), Бурэн овоо (1986 м), Будуун хуст (1438 м), Хонгор ундур (1738 м); долины рек Сэлэнгэ, Зуухий, Чулуут, Сэвсуул, Хангал. Здесь водятся медведи, косули, кабаны, лисы, волки, манулы, корсаки, зайцы и др.
Климат резко континентальный. Средняя температура января -24 °С, июля +16-19 °С. Годовая норма осадков составляет 300—450 мм.
Имеются запасы медно-молибденовой руды, химического и строительного сырья.